# جاي ريتشي
جاي ريتشي (بالإنجليزية: Jay Ritchie) هو لاعب كرة قاعدة أمريكي، ولد في 20 نوفمبر 1936 في ساليسبري في الولايات المتحدة، وتوفي في 5 يناير 2016 في روكويل في الولايات المتحدة.

## وصلات خارجية
- جاي ريتشي على موقع دوري كرة القاعدة الرئيسي (الإنجليزية)
- جاي ريتشي على موقعبيزبول رفرنس.كوم (الدوري الرئيسي) (الإنجليزية)
- جاي ريتشي على موقعبيزبول رفرنس.كوم (الدوري الثانوي) (الإنجليزية)
- جاي ريتشي على موقع جمعية أبحاث البيسبول الأمريكية (الإنجليزية)
- جاي ريتشي على موقع إي إس بي إن.كوم (أم.أل.بي) (الإنجليزية)
- جاي ريتشي على موقع مشجعي الرسوم البيانية (الإنجليزية)